# Elk County (Pennsylvania)
Elk County ist ein County im Bundesstaat Pennsylvania der Vereinigten Staaten. Bei der Volkszählung im Jahr 2020 hatte das County 30.990 Einwohner und eine Bevölkerungsdichte von 15 Einwohner pro Quadratkilometer. Der Verwaltungssitz (County Seat) ist Ridgway.

## Geschichte
Das County wurde am 18. April 1843 gegründet. Die Benennung bezieht sich auf das hohe Vorkommen von Elks (Wapitis) in dieser Region.
Elf Bauwerke und Stätten des Countys sind im National Register of Historic Places (NRHP) eingetragen (Stand 23. Juli 2018).

## Geographie
Das County hat eine Fläche von 2155 Quadratkilometern, wovon 9 Quadratkilometer Wasserfläche sind.

## Bevölkerungsentwicklung
Durch Einwanderung von Bayern (fast 43 % der Einwohner des Countys haben deutsche Vorfahren), Italienern, Belgiern und Iren (z. B. nach St. Marys, der einzigen Stadt und größten Ortschaft) im 19. Jahrhundert ist noch heute ein bedeutender Teil der Bevölkerung katholisch.

## Orte im Elk County

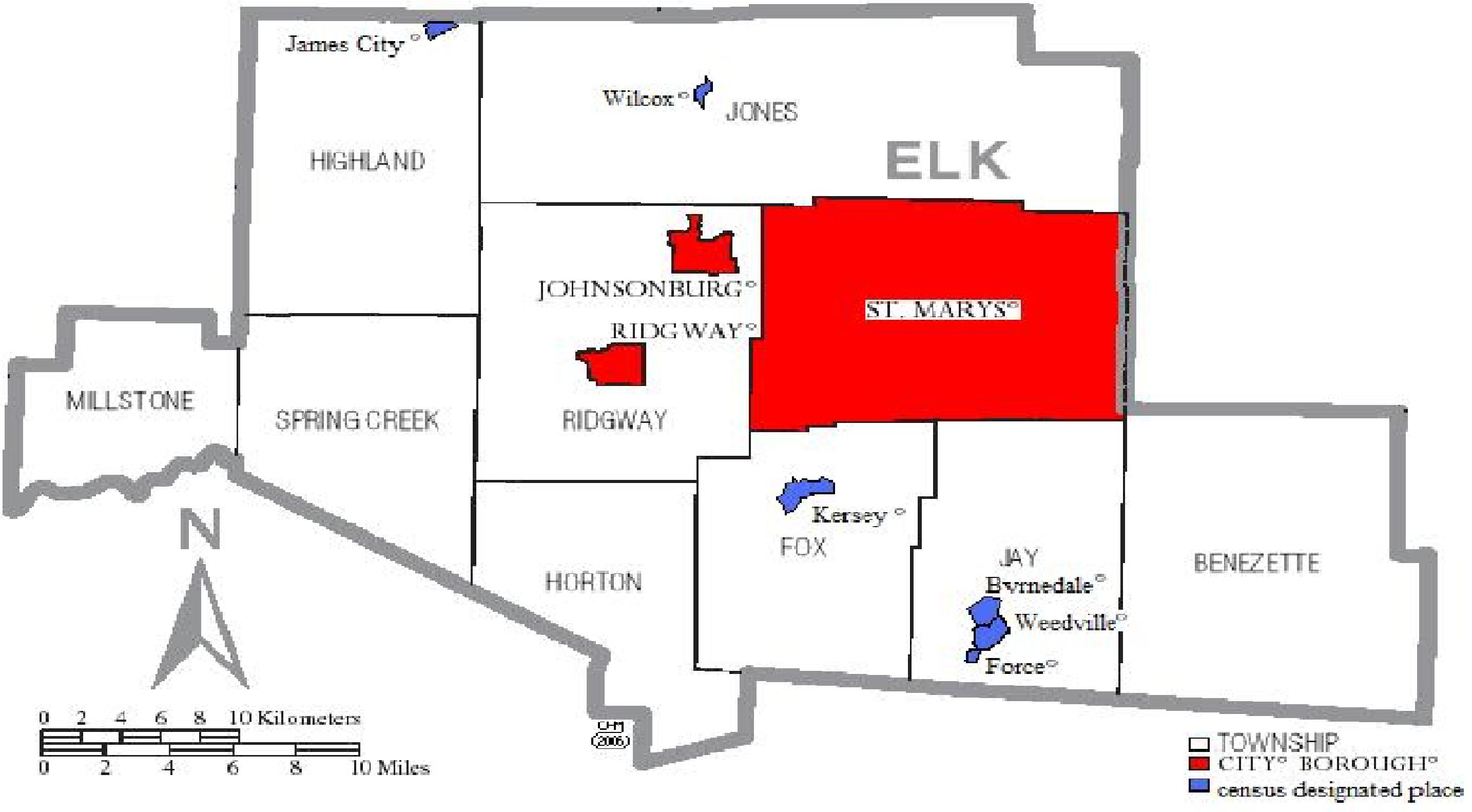
Karte des Elk County

Das Elk County ist unterteilt in 11 Gemeinden, davon eine City, 2 Boroughs und 8 Townships. Zu Statistikzwecken führt das U.S. Census Bureau sechs Census-designated places. Diese sind Teil eines Townships und haben keine Selbstverwaltung.
Citys
| - St. Marys |

Boroughs
| - Johnsonburg - Ridgway |

Townships
| - Benezette Township - Fox Township - Highland Township - Horton Township | - Jay Township - Jones Township - Millstone Township - Ridgway Township |

Census-designated places (CDP)
| - Byrnedale - Force - James City | - Kersey - Weedville - Wilcox |

Unincorporated Communitys
| - Dagus Mines - Loleta |